# Matsubara
Matsubara (japanska: 松原市?, Matsubara-shi) är en stad i Osaka prefektur i Japan. Staden fick stadsrättigheter 1955.